# Myxoviren
Der Begriff Myxoviren (von gr. myxa = Schleim) ist eine historisch überholte und nicht-taxonomische Bezeichnung für eine Gruppe von Viren, denen man eine besondere Affinität zu Infektionen der Atemwege (mit „Schleimbildung“) zuwies.
In der heutigen Virus-Taxonomie wird der Begriff Myxoviren nicht verwendet. Die meisten Mitglieder der ehemaligen Gruppe sind heute den beiden Virusfamilien der Orthomyxoviridae („echte Myxoviren“) und der Paramyxoviridae zugeordnet.